# Sinks Bridge Waterfall
Der Sinks Bridge Waterfall ist ein Wasserfall im Fiordland-Nationalpark auf der Südinsel Neuseelands. Er liegt im Lauf eines namenlosen Bachs, der an der Sinks Bridge, einer Brücke des New Zealand State Highway 94 über den Oberlauf des Hollyford River/Whakatipu Kā Tuka, in letzteren mündet. Seine Fallhöhe beträgt rund 80 Meter.
Von einem kleinen Parkplatz an der Sinks Bridge führt eine 30-minütige Wanderung direkt an den Wasserfall.